# Clifton Kirkpatrick
El reverendo Clifton Kirkpatrick es el principal eclesiástico de la Asamblea General de la Iglesia Presbiteriana de Estados Unidos, una posición en la que ha servido desde 1996 hasta 2008. Desde el año 2004 es también presidente de la Alianza Reformada Mundial.